# Uropoda halberti
Uropoda halberti es una especie de arácnido del orden Mesostigmata de la familia Uropodidae.

## Distribución geográfica
Se encuentra en Irlanda.